# Willeke Alberti
Willeke Alberti, eigenlijke naam Willy Albertina Verbrugge (Amsterdam, 3 februari 1945), is een Nederlands zangeres en actrice. Ze is de dochter van Carel Verbrugge, beter bekend als de zanger Willy Alberti.

## Biografie

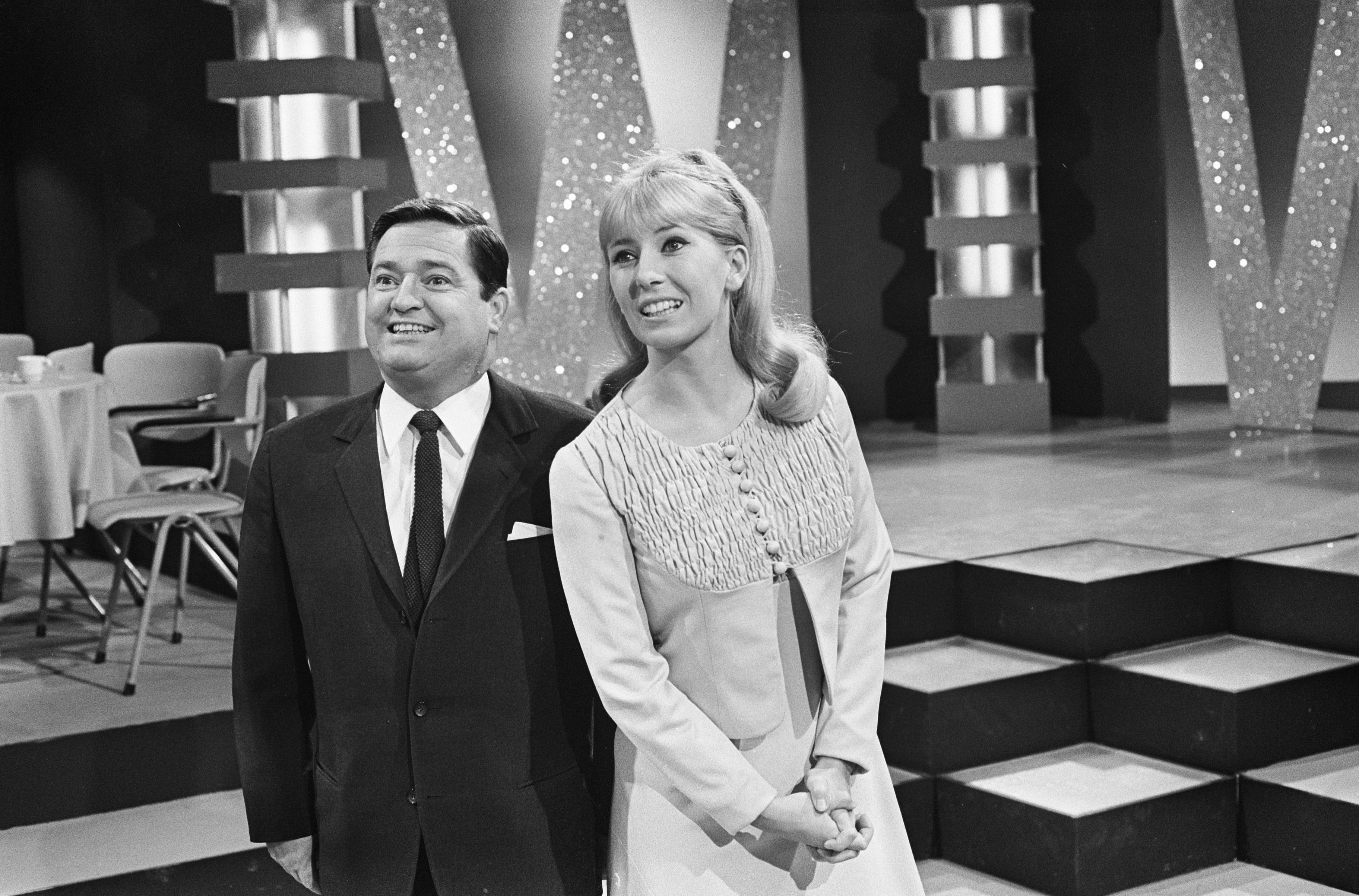
Willeke en Willy Alberti in 1967

Alberti werd geboren als oudste kind van zanger Willy Alberti (1926-1985) en Hendrika Geertruida (Ria) Kuiper (1921-2011). Ze groeide op in het naoorlogse Amsterdam, maar bracht ook een groot deel van haar jeugd door bij haar grootouders in Arnhem.

### Carrière

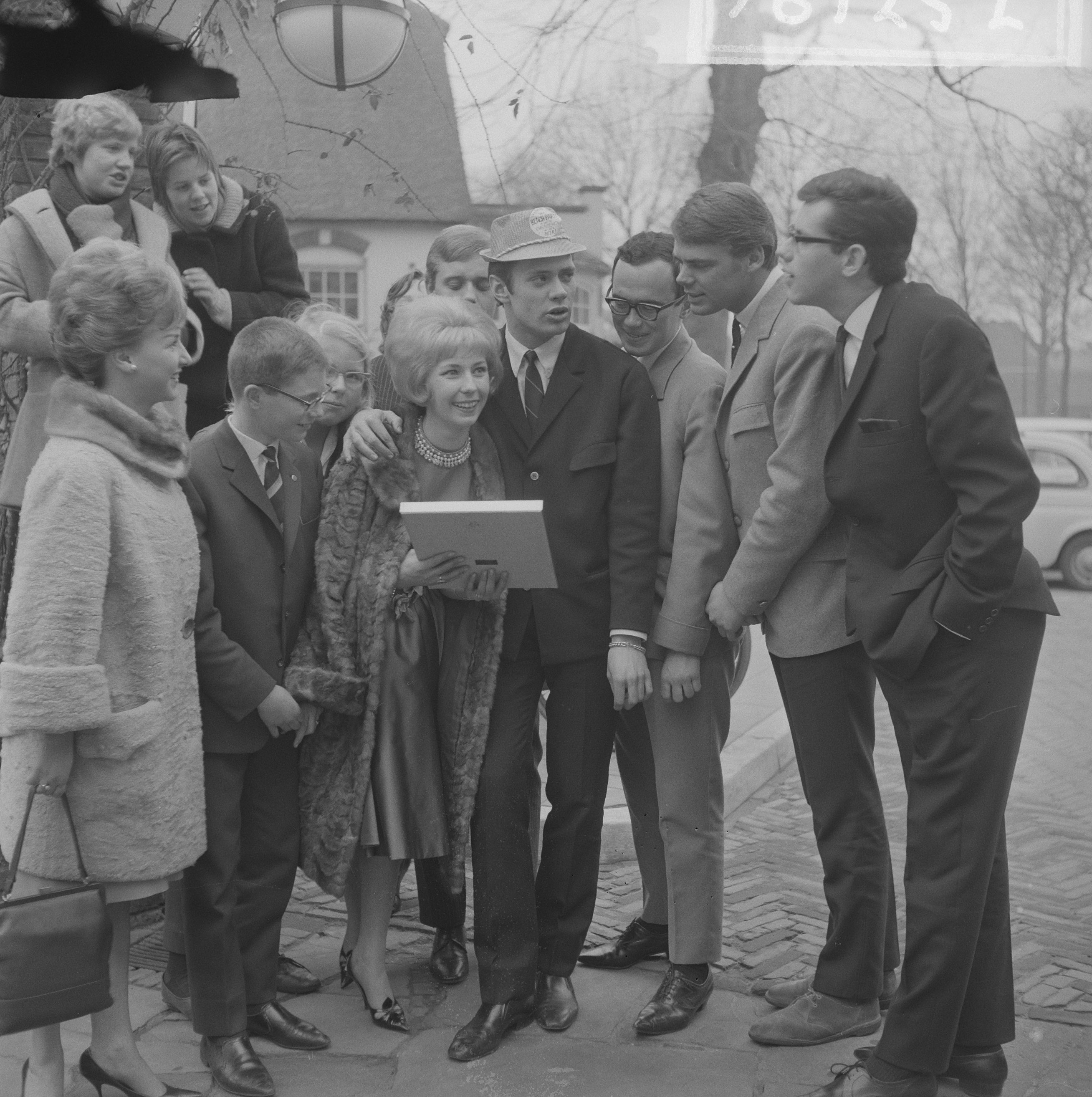
Willeke Alberti krijgt een gouden plaat voor Spiegelbeeld (2 maart 1964)

Op 11-jarige leeftijd debuteerde Alberti in de musical Duel om Barbara. Haar eerste plaatje dateert uit 1958: Zeg pappie ik wilde u vragen. Alberti zong daarop een duet met haar vader. In 1963 verscheen haar eerste hit: Spiegelbeeld, goed voor een gouden plaat. Dit nummer werd door Gerrit den Braber bewerkt uit Tes tendres années, dat oorspronkelijk werd gezongen door de Amerikaanse zanger George Jones als Tender Years; Johnny Hallyday had er een hit mee in Frankrijk als Tes tendres années. In de jaren zestig was Alberti vooral bekend als zangeres. Ze had hits als Mijn dagboek en De winter was lang. Het laatstgenoemde liedje stond één week op nummer 1, in juni 1964. Morgen ben ik de bruid, uit 1965, kan autobiografisch genoemd worden.
Van 1965 tot 1969 had zij samen met haar vader een eigen maandelijkse televisieshow Willy en Willeke bij de AVRO. Dit programma was zeer succesvol.
In 1970 speelde Alberti de hoofdrol in de televisieserie De kleine waarheid, een succesvolle Nederlandse productie van regisseur Willy van Hemert. Zij speelde ook een hoofdrol in de film Oom Ferdinand en de toverdrank en de titelrol in de speelfilm Rooie Sien (1975). Daarin zingt ze onder andere Telkens weer.
Nadat zij een aantal jaren uit de schijnwerpers was geweest, keerde Alberti in 1987 terug, en opnieuw werden haar platen met goud bekroond. Een hit uit deze tijd is Samen zijn, een liedje uit de kinderserie Pompy de Robodoll. Ook verscheen Alberti weer op televisie en had zij een eigen theaterprogramma. Alberti werkte samen met onder anderen Paul de Leeuw, André van Duin en Jos Brink. Alberti deed in 1994 mee met het Eurovisiesongfestival, met het lied Waar is de zon. Ze eindigde zo laag, dat Nederland het jaar daarop alleen mocht toekijken.

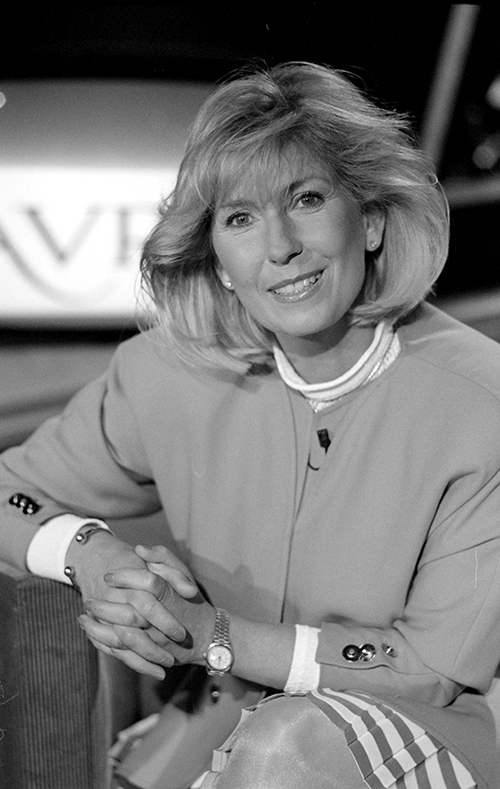
Willeke Alberti in 1991

Alberti richtte in 2001 de Willeke Alberti Foundation op, een stichting die activiteiten organiseert voor mensen in verpleeg- en verzorgingshuizen. In 2004 speelde ze een gastrol in de VPRO-televisieserie De Troubabroers. In 2004-2005 toerde ze met Jos Brink in de musical Hello Dolly door Vlaanderen en Nederland en in hetzelfde jaar kreeg ze de Radio 2-zendprijs uitgereikt in theater Carré.
In 2008 speelde Alberti een gastrol in Goede tijden, slechte tijden; tussen 26 mei en 7 november was ze te zien als Josephine van Wickenrode, de moeder van Floris van Wickenrode en de oma van Vicky Pouw. Daarnaast was Alberti sinds het najaar van 2010 te horen als de stem van Tante Perenboom uit de animatieserie Woezel en Pip. Ook verzorgde ze de stem van dat personage in de film Woezel en Pip: Op zoek naar de Sloddervos!. Ali B nodigde Alberti in 2011 uit voor zijn televisieprogramma Ali B op volle toeren. Daarin werd ze gekoppeld aan rapper Kleine Viezerik en beide artiesten maakten op hun eigen manier een variatie van een nummer van de ander. Verder speelde Alberti onder meer de rol van Lucy in de speelfilm Alles is familie (2012) en vertolkte ze van 2012 tot 2014 de rol van Na Druppel in het toneelstuk De Jantjes. Alberti vierde in februari 2015 haar zestigjarig artiestenjubileum en haar zeventigste verjaardag in Koninklijk Theater Carré. In datzelfde jaar stond ze vijf avonden in de Amsterdam ArenA tijdens de concerten van De Toppers. In 2016 deed ze mee aan het televisieprogramma De beste zangers van Nederland. In dat jaar werd zij ook uitgeroepen tot ambassadeur van het Nederlandse levenslied. Voor theaterseizoen 2020/2021 vierde zij haar 75-jarige verjaardag met de jubileumtour De show van mijn leven.

### Films

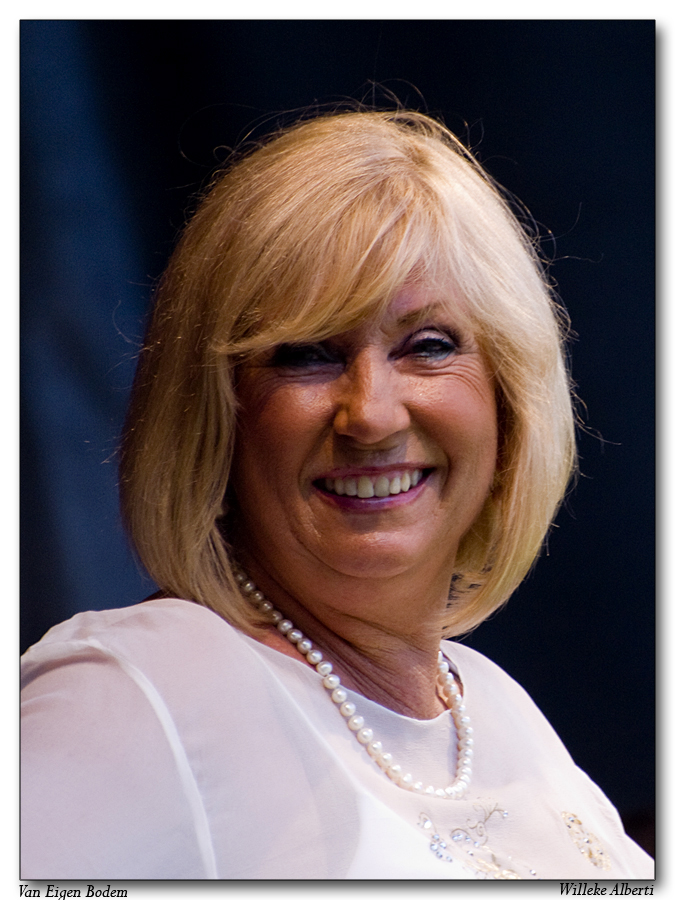
Alberti tijdens Van Eigen Bodem in Zwolle

- 1970: De kleine waarheid (televisieserie) - Marleen Spaargaren
- 1974: Oom Ferdinand en de toverdrank - Freule Esmeralda
- 1975: Slippers (televisiefilm) - Ginny Whitaker
- 1975: Rooie Sien - Sien junior
- 1975: Kiss me Kate (televisiefilm) - Lilly Vanessi
- 1976: Pygmalion (televisiefilm) - Eliza Doolittle
- 1976: Lachcarrousel (televisiefilm) - Bruidegom
- 1980: Dag 80 hallo 81
- 1995: Filmpje! - Toos Rooster
- 2006: Nachtrit - zichzelf (zang)
- 2012: Alles is familie - Lucy
- 2013: Sinterklaas en de pepernotenchaos - Hare Gepensioneerde Majesteit
- 2016: Woezel en Pip op zoek naar de sloddervos - Tante Perenboom (stem)
- 2016: Hartenstrijd - moeder van Tina

### Stemmen
- Pompy de Robodoll - Karin van der Berg
- Woezel en Pip (animatieserie) - Tante Perenboom

### Privéleven
Alberti is driemaal gehuwd geweest en heeft uit elk huwelijk een kind. Op 27 december 1965 trouwde ze met Joop Oonk, basgitarist bij The Jumping Jewels. Het huwelijk van Alberti en Oonk eindigde in 1974. Uit het huwelijk werd in 1968 dochter Daniëlle geboren: zij werd schrijfster en trouwde met voetballer John van 't Schip. Ze overleed op 10 oktober 2023 aan de gevolgen van uitgezaaide darmkanker. 
Alberti huwde op 24 juli 1976 met John de Mol. Met hem kreeg ze op 12 januari 1979 zoon Johnny. Dit huwelijk strandde in 1980. 
Van 1983 tot 1996 was ze getrouwd met de Deense voetballer Søren Lerby, met wie ze een relatie begon in 1981. Met hem kreeg ze in 1983 eveneens een zoon, genaamd Kaj. Alberti heeft zeven kleinkinderen en één stiefkleinkind.

### Onderscheidingen
Alberti is vele malen bekroond voor haar verdiensten. Een aantal hoogtepunten:
- 1963 - eerste gouden plaat voor Spiegelbeeld
- 1965 - Edison voor haar eerste elpee (Willeke)
- 1971 - Gouden Televizier-Ring voor haar rol in De kleine waarheid
- 1981 - Gouden Harp voor haar carrière
- 1993 - Edison in de categorie Levenslied voor haar album Een Beetje Mazzel
- 1996 - Ridder in de Orde van Oranje-Nassau
- 2008 - Majoor Bosshardt Prijs voor haar Willeke Alberti Foundation
- 2012 - Golden Lifetime Award in Aarschot voor haar carrière
- 2015 - Frans Banninck Cocqpenning voor haar verdiensten voor Amsterdam
- 2020 - Oeuvre Edison

## Discografie

### Albums
| Album met eventuele hitnotering(en) in de Nederlandse Album Top 100 | Datum van verschijnen | Datum van binnenkomst | Hoogste positie | Aantal weken | Opmerkingen                       |
| ------------------------------------------------------------------- | --------------------- | --------------------- | --------------- | ------------ | --------------------------------- |
| Willeke                                                             | 1965                  | -                     |                 |              |                                   |
| Liedjes van Marleen                                                 | 1971                  | 08-05-1971            | 37              | 13           | Soundtrack uit De kleine waarheid |
| Rooie Sien                                                          | 1975                  | 19-04-1975            | 25              | 7            | Soundtrack uit Rooie Sien         |
| Vrienden voor altijd                                                | 1987                  | 17-10-1987            | 26              | 14           |                                   |
| Liefde is...                                                        | 1989                  | 16-12-1989            | 65              | 6            |                                   |
| Een beetje mazzel                                                   | 1993                  | 01-05-1993            | 18              | 26           |                                   |
| Zomaar een dag                                                      | 1994                  | 21-05-1994            | 57              | 4            |                                   |
| Toen en nu                                                          | 1994                  | 24-12-1994            | 49              | 12           |                                   |
| Live in Carré                                                       | 1996                  | 10-02-1996            | 34              | 14           | Livealbum                         |
| Op dit moment                                                       | 1996                  | -                     | -               | -            | -                                 |
| Liedjes voor altijd                                                 | 1999                  | 18-12-1999            | 67              | 2            |                                   |
| Heb ik vandaag al gezegd                                            | 2006                  | 22-09-2006            |                 |              |                                   |
| Goud (Live in Carré)                                                | 2007                  | 15-09-2007            | 48              | 1            | Livealbum                         |
| 100 Mooiste liedjes van Willy & Willeke Alberti                     | 2008                  | 16-02-2008            | 62              | 4            | met Willy Alberti / Verzamelalbum |
| Alle mensen willen liefde                                           | 2009                  | 14-11-2009            |                 |              | Liedjes van Toon Hermans          |
| 65 - Een muzikaal spiegelbeeld                                      | 2010                  | 06-03-2010            | 50              | 2            | Verzamelalbum                     |
| Ik ben er nog                                                       | 2011                  | 05-08-2011            |                 |              |                                   |

| Album met hitnotering(en) in de Vlaamse Ultratop 200 albums | Datum van verschijnen | Datum van binnenkomst | Hoogste positie | Aantal weken | Opmerkingen                       |
| ----------------------------------------------------------- | --------------------- | --------------------- | --------------- | ------------ | --------------------------------- |
| 100 Mooiste liedjes van Willy & Willeke Alberti             | 2008                  | 14-05-2011            | 82              | 1            | met Willy Alberti / Verzamelalbum |

### Singles
| Single met eventuele hitnotering(en) in de Nederlandse Top 40 | Datum van verschijnen | Datum van binnenkomst | Hoogste positie | Aantal weken | Opmerkingen |
| ------------------------------------------------------------- | --------------------- | --------------------- | --------------- | ------------ | --- |
| Pre-top 40                                                    |                       |                       |                 |              | |
| Harlekijntje / Zeg, pappie                                    | 1958                  |                       |                 |              | met Willy Alberti                                                                                               |
| Midi midinette                                                | 1960                  | 12-1960               | 13              | 8            | |
| Norman                                                        | 1962                  | 04-1962               | 3               | 20           | |
| Sei rimasta sola                                              | 1963                  | 12-04-1963            | 6               | 4            | met Willy Alberti                                                                                               |
| Tijd voor Teenagers Top 10                                    |                       |                       |                 |              | |
| Spiegelbeeld                                                  | 1963                  | 30-11-1963            | 1               | 11           | |
| De winter was lang                                            | 1964                  | 14-03-1964            | 2               | 20           | |
| Sabato sera                                                   | 1964                  | 02-05-1964            | 44              | 4            | met Willy Alberti                                                                                               |
| Mijn dagboek                                                  | 1964                  | 19-09-1964            | 2               | 15           | |
| Top 40                                                        |                       |                       |                 |              | |
| Mijn dagboek                                                  | 1965                  | 02-01-1965            | 4               | 12           | #2 in de Tijd voor Teenagers Top 10                                                                             |
| Vanavond om kwart over zes ben ik vrij                        | 1965                  | 24-04-1965            | 10              | 15           | |
| Talisman                                                      | 1965                  | 07-08-1965            | 36              | 1            | |
| Morgen ben ik de bruid                                        | 1966                  | 15-01-1966            | 17              | 8            | |
| Als vrouw                                                     | 1966                  | 05-11-1966            | 22              | 7            | |
| Dat afgezaagde zinnetje                                       | 1967                  | 25-03-1967            | 2               | 12           | met Willy Alberti                                                                                               |
| Daniëlle                                                      | 1968                  | -                     |                 |              | |
| Chi-ri-bi-ri-bin pom pom pom                                  | 1969                  | 13-09-1969            | tip             | -            | met Willy Alberti                                                                                               |
| Een reisje langs de Rijn                                      | 1969                  | 06-12-1969            | tip             | -            | met Willy Alberti                                                                                               |
| De oude piano                                                 | 1971                  | 02-01-1971            | tip4            | -            | |
| Zal ik gaan dansen                                            | 1973                  | 05-05-1973            | tip18           | -            | |
| Als je komt dan zal ik thuis zijn                             | 1974                  | 23-11-1974            | 23              | 4            | nr. 25 in de Nationale Hitparade                                                                                |
| Telkens weer                                                  | 1975                  | -                     |                 |              | Soundtrack Rooie Sien                                                                                           |
| Een heel gelukkig kerstfeest                                  | 1975                  | 27-12-1975            | 10              | 3            | met diverse artiesten / nr. 12 in de Nationale Hitparade                                                        |
| Carolientje                                                   | 1977                  | 19-11-1977            | 5               | 8            | nr. 5 in de Nationale Hitparade                                                                                 |
| Wie komt er in m'n hokje                                      | 1978                  | -                     |                 |              | nr. 50 in de Nationale Hitparade                                                                                |
| Het oude huis                                                 | 1980                  | 26-07-1980            | tip14           | -            | |
| Jantje Beton                                                  | 1981                  | 21-11-1981            | 28              | 5            | nr. 13 in de Nationale Hitparade                                                                                |
| Het is nog niet voorbij                                       | 1982                  | 03-04-1982            | 23              | 4            | nr. 16 in de Nationale Hitparade                                                                                |
| Niemand laat zijn eigen kind alleen (Save your love)          | 1982                  | 15-01-1983            | 5               | 8            | met Willy Alberti / nr.4 in de Nationale Hitparade; Titel volgens label: Je laat je eigen kind toch niet alleen |
| Mijn hoofd weer op je schouder                                | 1985                  | 21-12-1985            | tip2            | -            | nr. 42 in de Nationale Hitparade                                                                                |
| Samen zijn                                                    | 1987                  | 31-10-1987            | 37              | 3            | nr. 23 in de Nationale Hitparade                                                                                |
| Vrienden blijven doen we altijd                               | 1988                  | 22-10-1988            | tip5            | -            | met André van Duin / nr. 37 in de Nationale Hitparade                                                           |
| Kerstavond                                                    | 1991                  | -                     |                 |              | nr. 78 in de Nationale Hitparade                                                                                |
| Gebabbel                                                      | 1992                  | 07-11-1992            | 2               | 14           | met Paul de Leeuw/ nr. 1 in de Nationale Hitparade                                                              |
| Ome Jan                                                       | 1993                  | 08-05-1993            | 10              | 10           | nr. 9 in de Mega Top 50                                                                                         |
| Het wijnfeest                                                 | 1993                  | 28-08-1993            | tip8            | -            | nr. 24 in de Mega Top 50                                                                                        |
| Groetjes uit Rio                                              | 1993                  | 08-01-1994            | 20              | 5            | nr. 23 in de Mega Top 50                                                                                        |
| Waar is de zon                                                | 1994                  | 07-05-1994            | 33              | 3            | Songfestival inzending 1994 / nr. 29 in de Mega Top 50                                                          |
| Zomaar een dag                                                | 1994                  | 20-08-1994            | tip8            | -            | |
| De glimlach van een kind                                      | 1995                  | 28-01-1995            | 34              | 3            | met Willy Alberti / nr. 33 in de Mega Top 50                                                                    |
| De Meer (Is niet meer)                                        | 1996                  | 18-05-1996            | tip7            | -            | met Michael van Praag                                                                                           |
| De allereerste keer                                           | 1998                  | -                     |                 |              | nr. 83 in de Mega Top 100                                                                                       |
| Er komt een dag                                               | 2001                  | -                     |                 |              | nr. 65 in de Mega Top 100                                                                                       |
| Koningin van alle mensen                                      | 16-04-2013            | 27-04-2013            | 6               | 3            | als onderdeel van RTL Boulevard United / Nr. 1 in de Single Top 100 / Goud                                      |
| Koningslied                                                   | 19-04-2013            | 27-04-2013            | 2               | 4            | als onderdeel van Nationaal Comité Inhuldiging / Nr. 1 in de Single Top 100                                     |
| De glimlach van een kind                                      | 2014                  | 08-02-2014            | tip13           | -            | met Johnny de Mol / Nr. 4 in de Single Top 100                                                                  |
| Kerstmis vier je samen                                        | 2014                  | 13-12-2014            | tip25           | -            | als onderdeel van Eenmaal Voor Allen / Nr. 68 in de Single Top 100                                              |

| Single met hitnotering(en) in de Vlaamse Ultratop 50 | Datum van verschijnen | Datum van binnenkomst | Hoogste positie | Aantal weken | Opmerkingen                                    |
| ---------------------------------------------------- | --------------------- | --------------------- | --------------- | ------------ | ---------------------------------------------- |
| Carolientje                                          | 01-12-1977            | 03-12-1977            | 5               | 12           |                                                |
| Niemand laat zijn eigen kind alleen                  | 15-01-1983            | 29-01-1983            | 4               | 8            | met Willy Alberti                              |
| Niemand laat zijn eigen kind alleen                  | 04-03-2011            | 19-03-2011            | 5               | 7            | met Christoff                                  |
| Koningslied                                          | 2013                  | 11-05-2013            | 41              | 1            | als onderdeel van Nationaal Comité Inhuldiging |

### NPO Radio 2 Top 2000
| Nummers met noteringen in de NPO Radio 2 Top 2000 | '99  | '00 | '01  | '02  | '03  | '04  | '05  | '06  | '07  | '08  | '09  | '10  | '11  | '12  | '13  | '14  | '15  | '16  |
| ------------------------------------------------- | ---- | --- | ---- | ---- | ---- | ---- | ---- | ---- | ---- | ---- | ---- | ---- | ---- | ---- | ---- | ---- | ---- | ---- |
| Samen zijn                                        | 880  | -   | -    | -    | -    | 1562 | 1618 | 1527 | 1920 | 1787 | 1707 | -    | -    | -    | -    | -    | -    | -    |
| Spiegelbeeld                                      | 1070 | -   | 1364 | 1693 | 1459 | 999  | 1731 | 1673 | 1725 | 1550 | 1981 | 1939 | -    | -    | -    | -    | -    | -    |
| Telkens weer                                      | 551  | 519 | 863  | 1203 | 983  | 850  | 837  | 718  | 833  | 781  | 1055 | 1284 | 1570 | 1591 | 1612 | 1978 | 1705 | 1528 |

1. ↑  Een '-' betekent dat het nummer niet was genoteerd en een vetgedrukt getal geeft de hoogste notering van een nummer aan.
2. ↑  Deze tabel is bijgewerkt tot en met de laatste editie (2024).

### Dvd's
| Dvd's met hitnoteringen in de Nederlandse Music Top 30 | Datum van verschijnen | Datum van binnenkomst | Hoogste positie | Aantal weken | Opmerkingen |
| ------------------------------------------------------ | --------------------- | --------------------- | --------------- | ------------ | ----------- |
| Goud (live in Carré)                                   | 2007                  | 29-09-2007            | 10              | 8            |             |
| Willeke - Een leven als een lied                       | 2016                  | 23-04-2016            | 2               | 16           |             |

- Gemeinsame Normdatei: 1072111063
- International Standard Name Identifier: 0000 0003 7237 8005
- Library of Congress Control Number: n2016029753
- MusicBrainz: 4a55ccc3-2c29-4e2b-9101-fcf45472a527
- Nederlandse Thesaurus van Auteursnamen: 073599476
- Virtual International Authority File: 289567214
- WorldCat: E39PBJgHfcgwbbdFv9MvDPbmVC

1956: Jetty Paerl + Corry Brokken · 
1957: Corry Brokken · 
1958: Corry Brokken · 
1959: Teddy Scholten · 
1960: Rudi Carrell · 
1961: Greetje Kauffeld · 
1962: De Spelbrekers · 
1963: Annie Palmen · 
1964: Anneke Grönloh · 
1965: Conny Vandenbos · 
1966: Milly Scott · 
1967: Thérèse Steinmetz · 
1968: Ronnie Tober · 
1969: Lenny Kuhr · 
1970: Hearts of Soul · 
1971: Saskia & Serge · 
1972: Sandra & Andres · 
1973: Ben Cramer · 
1974: Mouth & MacNeal · 
1975: Teach-In · 
1976: Sandra Reemer · 
1977: Heddy Lester · 
1978: Harmony · 
1979: Xandra · 
1980: Maggie MacNeal · 
1981: Linda Williams · 
1982: Bill van Dijk · 
1983: Bernadette · 
1984: Maribelle · 
1986: Frizzle Sizzle · 
1987: Marcha · 
1988: Gerard Joling · 
1989: Justine Pelmelay · 
1990: Maywood · 
1992: Humphrey Campbell · 
1993: Ruth Jacott · 
1994: Willeke Alberti · 
1996: Maxine & Franklin Brown · 
1997: Mrs. Einstein · 
1998: Edsilia Rombley · 
1999: Marlayne · 
2000: Linda Wagenmakers · 
2001: Michelle · 
2003: Esther Hart · 
2004: Re-union · 
2005: Glennis Grace · 
2006: Treble · 
2007: Edsilia Rombley · 
2008: Hind · 
2009: Toppers · 
2010: Sieneke · 
2011: 3JS · 
2012: Joan Franka · 
2013: Anouk · 
2014: The Common Linnets · 
2015: Trijntje Oosterhuis · 
2016: Douwe Bob ·
2017: OG3NE · 
2018: Waylon · 
2019: Duncan Laurence · 
2021: Jeangu Macrooy · 
2022: S10 ·
2023: Mia Nicolai & Dion Cooper ·
2024: Joost Klein ·
2025: Claude